# FAE Business School
O prédio da FAE Business School foi inaugurado em Curitiba em 2016. É também a sede de parte da equipe administrativa do Grupo Educacional Bom Jesus, Curitiba.
A FAE Business School é o segmento de pós-graduação da FAE Centro Universitário, localizado em Curitiba, no Paraná.
Possui campus próprio na cidade de Curitiba e atua ainda nos outros campi da FAE. Além de cursos de pós, oferece MBAs Executivos e programas de Educação Executiva e Educação Corporativa, com programas customizados para empresas.
Possui diversos convênios com empresas, dentre elas Siemens, Volkswagen, Volvo, HSBC, Spaipa, Philip Morris, Aker Solutions, Sul Invest  e Bradesco.